# Rajko Slokar
Rajko Slokar, slovenski bibliotekar, pedagog, pisatelj, prevajalec in publicist, * 16. januar 1936, Plače pri Ajdovščini.

## Življenje in delo
Rodil se je v Plačah pri Ajdovščini. Osnovno šolo je obiskoval v Ajdovščini od leta 1942 do 1946, sprva je bila italijanska, po kapitulaciji Italije pa slovenska. Leta 1946 je začel obiskovati nižjo gimnazijo, po zaključku te pa še petletno višjo gimnazijo v Novi Gorici in jo končal leta 1954. Na Filozofski fakulteti Univerze v Ljubljani je leta 1960 diplomiral iz slovenskega in angleškega jezika, nato pa je diplomiral še na Visoki šoli političnih ved v Beogradu. Sprva je dve leti poučeval na Osnovni šoli Ivana Roba v Šempetru pri Gorici, nato je kot organizator izobraževaja odraslih delal na tamkajšnji Delavski univerzi, kjer je kasneje postal direktor in jo vodil 26 let. V času direktovanja, ob koncu šestdesetih let, je sodeloval z Europahuis iz Bemelena na Nizozemskem in 4 leta vodil izvršni odbor Zveze delavskih univerz Slovenije. Od leta 1988 do upokojitve v letu 2000 je bil ravnatelj Goriške knjižnice Franceta Bevka v Novi Gorici, kjer je vodil tudi izgradnjo nove sodobne splošne knjižnice. Na njegovo pobudo je nastala Zveza splošno-izobraževalnih knjižnic Slovenije in predsedoval je tudi njenemu upravnemu odboru.
Leta 2000 je prejel Čopovo diplomo, leta 2001 pa nagrado Mestne občine Nova Gorica.
Živi in ustvarja na Pristavi pri Novi Gorici.

## Glavna dela in objave
- Knjižničarjevi vtisi, Goriška knjižnica, 1998, 39 str. (COBISS)
- Ščebet v vojni, Nova Gorica, Ma-No, 2006, 195 str. (COBISS)
- Devetdesetletni Alojz Kralj - tigrovec in partizan, Društvo TIGR Primorske, 2010, 28 str. (COBISS)

### Prevodi
- Načrtovanje gradnje in opreme knjižnic. Premišljeno načrtovanje knjižnične zgradbe, Ljubljana, NUK, 2001, 175 str. (COBISS)
- Darko Tanasković, Islam in mi, MA-NO, 2007, 317 str. (COBISS)
- James Findlay Hendry, Osapski navighanec, Educa 2010, 230 str. (COBISS)